# Buckholts
Buckholts è un centro abitato degli Stati Uniti d'America situato nella contea di Milam dello Stato del Texas.
La popolazione era di 515 persone al censimento del 2010.

## Geografia fisica
Buckholts è situata a 30°52′26″N 97°07′30″W (30.873919, -97.125128).
Secondo lo United States Census Bureau, ha un'area totale di 1,3 miglia quadrate (3,4 km²).

## Società

### Evoluzione demografica
Secondo il censimento del 2000, c'erano 387 persone, 145 nuclei familiari e 102 famiglie residenti nella città. La densità di popolazione era di 291,7 persone per miglio quadrato (112,3/km²). C'erano 166 unità abitative a una densità media di 125,1 per miglio quadrato (48,2/km²). La composizione etnica della città era formata dall'83,46% di bianchi, l'1,81% di afroamericani, lo 0,52% di nativi americani, il 12,92% di altre razze, e l'1,29% di due o più etnie. Ispanici o latinos di qualunque razza erano il 35,66% della popolazione.
C'erano 145 nuclei familiari di cui il 32,4% aveva figli di età inferiore ai 18 anni, il 56,6% aveva coppie sposate conviventi, l'8,3% aveva un capofamiglia femmina senza marito, e il 29,0% erano non-famiglie. Il 26,2% di tutti i nuclei familiari erano individuali e il 20,0% aveva componenti con un'età di 65 anni o più che vivevano da soli. Il numero di componenti medio di un nucleo familiare era di 2,67 e quello di una famiglia era di 3,24.
La popolazione era composta dal 28,2% di persone sotto i 18 anni, l'8,8% di persone dai 18 ai 24 anni, il 25,8% di persone dai 25 ai 44 anni, il 18,1% di persone dai 45 ai 64 anni, e il 19,1% di persone di 65 anni o più. L'età media era di 35 anni. Per ogni 100 femmine c'erano 90,6 maschi. Per ogni 100 femmine dai 18 anni in giù, c'erano 95,8 maschi.
Il reddito medio di un nucleo familiare era di 31.563 dollari e quello di una famiglia era di 36.875 dollari. I maschi avevano un reddito medio di 31.458 dollari contro i 19.375 dollari delle femmine. Il reddito pro capite era di 13.102 dollari. Circa il 16,8% delle famiglie e il 17,1% della popolazione erano sotto la soglia di povertà, incluso il 17,4% di persone sotto i 18 anni e il 23,3% di persone di 65 anni o più.

## Istruzione
Buckholts è servita dal Buckholts Independent School District ed è sede della Buckholts High School.